# Bleyen-Genschmar
Bleyen-Genschmar è un comune di 430 abitanti del Brandeburgo, in Germania.

Appartiene al circondario del Märkisch-Oderland (targa MOL) ed è parte della comunità amministrativa (Amt) di Golzow.

## Storia
Il comune di Bleyen-Genschmar venne formato il 1º gennaio 2002 dall'unione dei 2 comuni di Bleyen e Genschmar, che ne divennero frazioni.

## Geografia antropica

### Suddivisioni amministrative
Il territorio comunale comprende 2 centri abitati (Ortsteil), corrispondenti ai vecchi comuni uniti:
- Bleyen
- Genschmar

## Società

### Evoluzione demografica
| Anno | Abitanti |
| ---- | -------- |
| 1875 | 1 409    |
| 1890 | 1 276    |
| 1910 | 1 169    |
| 1925 | 1 344    |
| 1933 | 1 281    |
| 1939 | 1 187    |
| 1946 | 1 002    |
| 1950 | 1 119    |
| 1964 | 1 009    |
| 1971 | 975      |

| Anno | Abitanti |
| ---- | -------- |
| 1981 | 720      |
| 1985 | 686      |
| 1989 | 674      |
| 1990 | 667      |
| 1991 | 623      |
| 1992 | 602      |
| 1993 | 600      |
| 1994 | 593      |
| 1995 | 576      |
| 1996 | 588      |

| Anno | Abitanti |
| ---- | -------- |
| 1997 | 601      |
| 1998 | 596      |
| 1999 | 592      |
| 2000 | 591      |
| 2001 | 589      |
| 2002 | 591      |
| 2003 | 581      |
| 2004 | 558      |
| 2005 | 557      |
| 2006 | 560      |

| Anno | Abitanti |
| ---- | -------- |
| 2007 | 536      |
| 2008 | 511      |
| 2009 | 499      |
| 2010 | 487      |
| 2011 | 489      |
| 2012 | 498      |
| 2013 | 492      |

Fonti dei dati sono nel dettaglio nelle Wikimedia Commons..